# Eric Runesson
Eric Michael Runesson, né Andersson (né le 26 septembre 1960) est un avocat suédois, membre de l'Académie suédoise et juge de la Cour suprême de Suède.

## Biographie
Eric M. Runesson devient membre du barreau suédois en 1993. Il est avocat et associé du cabinet d'avocats Sandart & Partners en 1996. Il est docteur en droit à la Stockholm School of Economics en 1996, écrivant sa thèse sur la reconstruction des contrats incomplets. Il devient maître de conférences en 2000.
Runesson est nommé le 14 juin 2018 juge de la Cour suprême de Suède, à compter du 3 septembre 2018.
Le 4 octobre 2018, Eric Runesson est élu à l'Académie suédoise. Il est officiellement reçu à l'Académie le 20 décembre 2018, succédant à Lotta Lotass au fauteuil 1.